# Loch Faskally
Loch Faskally is een kunstmatig loch, 3,2 km lang, in Pitlochry, Schotland. Het loch ontstond toen een dam, aangelegd tussen 1947 en 1950, de rivier Tummel afsloot. De dam is voorzien van een visladder voor de zalm die stroomopwaarts trekt.
Loch Faskally zorgt voor de watertoevoer van de waterkrachtcentrale van Pitlochry die via twee turbines 15 MW groene stroom levert. Het loch is populair bij hengelaars. Hier komt naast zalm, ook snoek, beekforel en meerforel voor.